# Melchior Cano

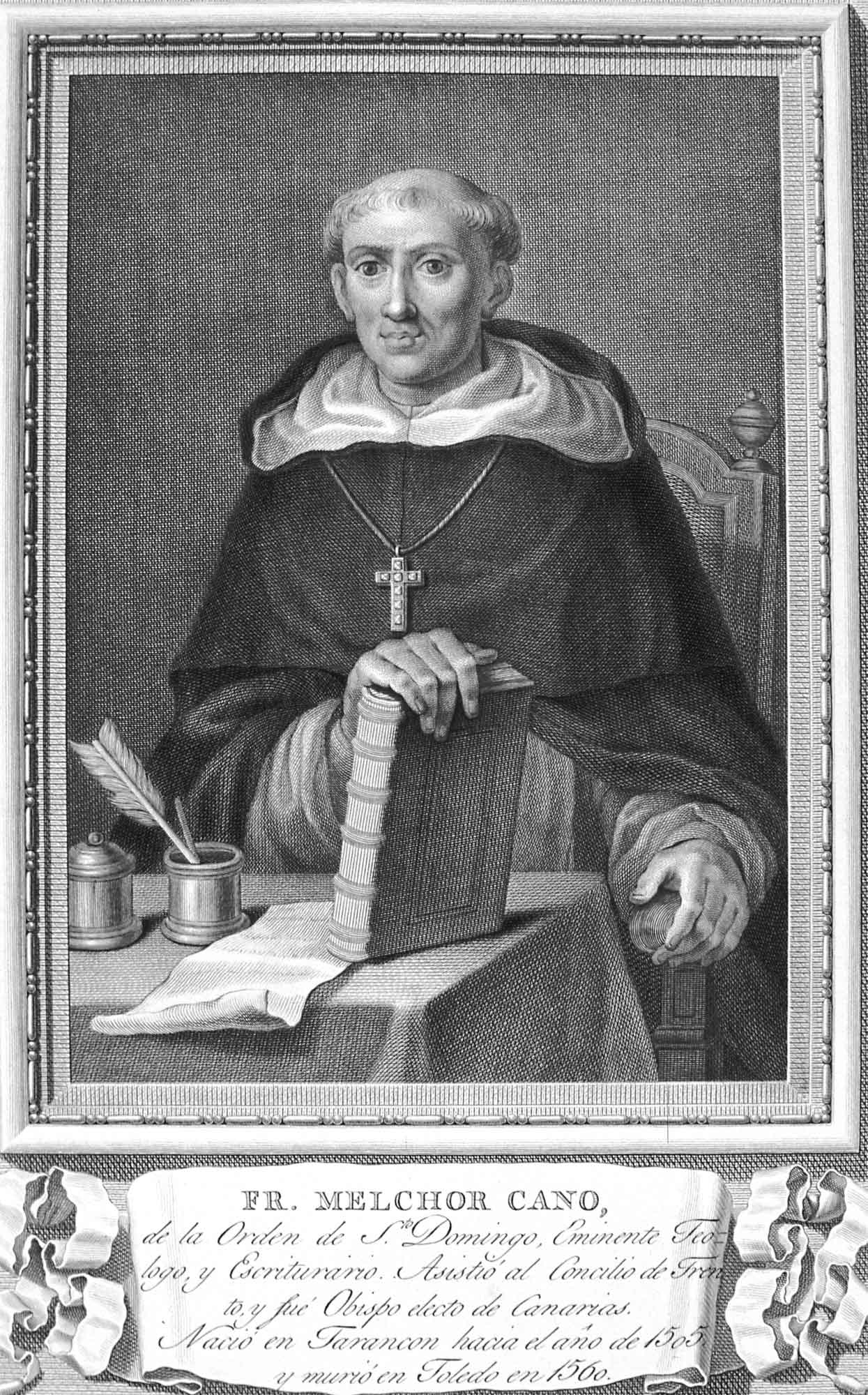
Melchior Cano

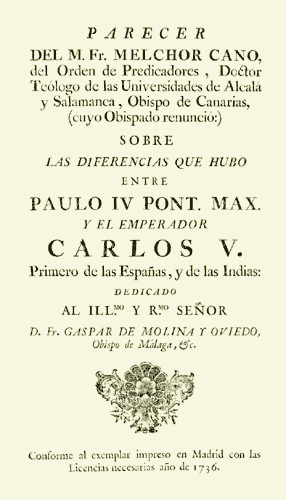
Parecer del M. fr. Melchor Cano dado al Señor Emperador Carlos V (1555).

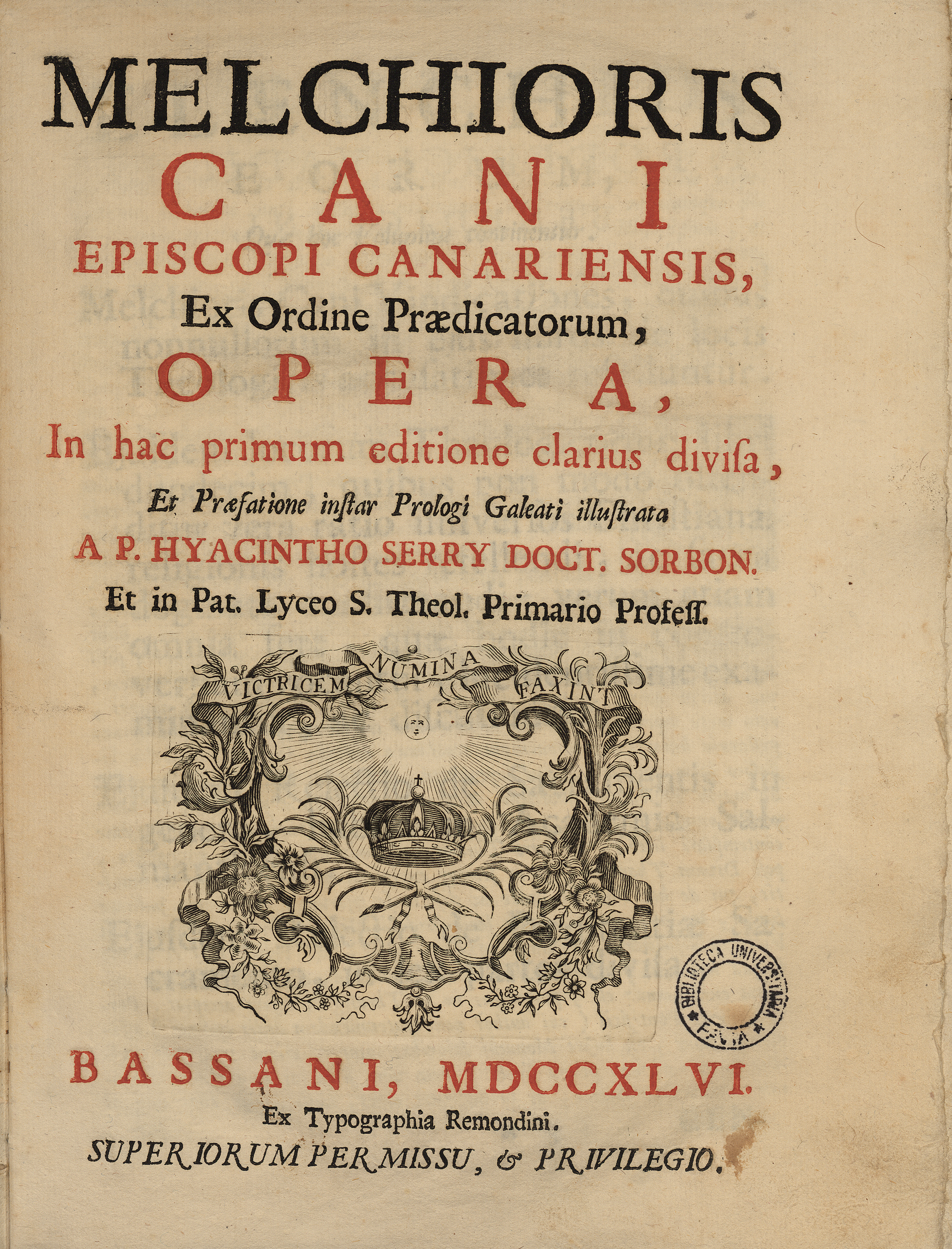
Opera, 1746

Melchior Cano, ook wel Melchor Cano of Melchior Canus (Tarancón, 6 januari 1509 - Toledo, 30 september 1560) was een Spaanse theoloog. Cano behoorde tot de orde van de Dominicanen. Hij is de grondlegger van de zogenoemde positieve theologie in de rooms-katholieke kerk.
In reactie op de kritiek van de reformatoren ging de positieve theologie weer terug naar de bronnen van het Bijbelse geloof. Cano neemt afstand van decadente scholastiek. Ook verwerpt hij het Lutherse verzet tegen de rede. Zijn hoofdwerk, dat in 1563 postuum is uitgegeven, heette: De locis theologicis libri duodecim. Dit werk beleefde meer dan 30 nieuwe drukken tot 1890. De term locus theologicus  betekent in dit baanbrekend werk van Melchior Cano een plek in de zin van de topica of topiek, waar een zin of citaat gevonden kan worden om een stelling te kunnen bewijzen. Cano geeft een uitgewerkte, gedifferentieerde lijst van een aantal als gezagvol geldende plaatsen waar men kan zoeken. Cano noemt de eerste zeven van die plaatsen: loci theologici proprii: 
- 1. de canonieke boeken van de Heilige Schrift,
- 2. de ongeschreven overleveringen van Christus en de apostelen,
- 3. de algemene kerk,
- 4. de concilies,
- 5. de kerk van Rome (bedoeld wordt de paus),
- 6. de kerkvaders, en
- 7. de scholastieke theologen.

De andere drie plaatsen van zijn lijst noemt Cano de loci theologici ascripticii: 8. de rede, 9. de filosofie, en 10. de geschiedenis. Later beperkte men in theologische handboeken het aantal plaatsen in tot drie: bewijzen uit de Schrift, de traditie en de rede.
- Bibsys: 6028955
- Biblioteca Nacional de España: XX875502
- Bibliothèque nationale de France: cb12053873m (data)
- Catàleg d'autoritats de noms i títols de Catalunya: 981058517659006706
- CiNii: DA15577329
- Gemeinsame Normdatei: 118518844
- International Standard Name Identifier: 0000 0001 0905 365X
- Library of Congress Control Number: n83032720
- Nationale Bibliotheek van Tsjechië: xx0090752
- Nationale bibliotheek van Australië: 35047335
- Nederlandse Thesaurus van Auteursnamen: 071879471
- Istituto Centrale per il Catalogo Unico: MILV092050
- LIBRIS: 276687
- SNAC: w62z2g2j
- Système universitaire de documentation: 02877129X
- Trove: 811260
- Virtual International Authority File: 59102478
- WorldCat: E39PBJxmGCp8tGRYrQDjFg7bVC